# Cumberland and Westmorland
Cumberland and Westmorland, również Cumberland – styl zapaśniczy, rozwinięty w angielskich hrabstwach Cumberland i Westmorland.

## Geneza
Nazwy hrabstw są jednocześnie nazwami stylu. Pochodzenie stylu zapaśniczego jest kwestią licznych debat i dyskusji, niektórzy opisują go jako ewolucję zapasów nordyckich przywiezionych przez najeźdźców wikingów, inni kojarzą go z zapasami kornwalijskimi i gouren, co może wskazywać na jego rodowód wywodzący się z tradycji celtyckiej. Tradycyjny strój zawodników składa się z kalesonów i haftowanej kamizelki z aksamitną częścią na górze stroju.
Prawdopodobnie jedne z pierwszych udowodnionych rozgrywek sportowych w tym stylu odbywały się regularnie w Nowy Rok wokół Langwathby (na wysokości 2,700 stóp nad poziomem morza, na wierzchołku High Street – góry niedaleko Haweswater przy Westmorland), a w 1785 roku na zamarzniętej powierzchni jeziora Windermere. Pierwsza z lokalizacji znajduje swoje potwierdzenie we Wspomnieniach Thomasa Bewicka, grawera drzewnego z Newcastle, który odwiedzając krewnych w 1776 roku odkrył, iż jego kuzyn „wygrał dziewięć pasów w swoich walkach zapaśniczych w tym hrabstwie”. Druga zaś prawdopodobnie wiąże się z organizacją większego lokalnego święta, gdyż wydarzeniami towarzyszącymi walkom było pieczenie dużego wołu czy koncert zespołu muzycznego z Kendal.

## Zasady walki
Walka rozpoczyna się w pozycji stojącej. Przeciwnicy mają obowiązek dotykać się piersiami, obejmować rękami za plecy (lewą ręką niżej, prawą wyżej) i położyć podbródki na prawym ramieniu przeciwnika. Gdy uścisk jest prawidłowo zrobiony, sędzia daje sygnał do rozpoczęcia zawodów, wywołując hasło „en guard”. Zwycięzcą zostaje ten, który rozerwie chwyt przeciwnika bez rzucenia go na ziemię. W trakcie walki wszystkie chwyty zmierzające do jego rozerwania i zmuszenia przeciwnika do dotknięcia podłoża jakąkolwiek częścią ciała z wyjątkiem nóg są dozwolone. Dozwolone jest także bicie przeciwnika głową, a jednym zakazanym elementem stylu jest kopanie. 

## W kulturze
W 1820 roku James Hogg wydał powieść The Love Adventures of Mr George Cochrane, której główny bohater zdobywa serce córki pasterza po wygraniu konkursu zapaśniczego Cumberland and Westmorland. 